# Cantone di Veynes
Il Cantone di Veynes è una divisione amministrativa dell'arrondissement di Gap.
A seguito della riforma approvata con decreto del 20 febbraio 2014, che ha avuto attuazione dopo le elezioni dipartimentali del 2015, non ha subìto modifiche.

## Composizione
Comprende i comuni di:
- Chabestan
- Châteauneuf-d'Oze
- Furmeyer
- Montmaur
- Oze
- Saint-Auban-d'Oze
- Le Saix
- Veynes